# August Decker

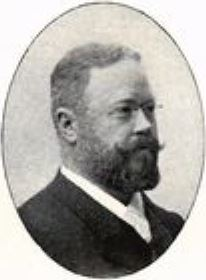
August Decker.

August Decker, född 31 mars 1862 i Folkärna socken, Kopparbergs län, död 30 mars 1933 i Stockholm, var en svensk ingenjör. 
Decker, som var son till bruksinspektoren J.A. Decker och Charlotta Andersson, utexaminerades från Kungliga Tekniska högskolan 1885. Han var ritare och konstruktör vid AB Palmcrantz & Co elektriska avdelning 1885–1889, där han bland annat konstruerade dynamomaskiner av den så kallade Manchestertypen. När Stockholms stad genom sin gasverksstyrelse skulle anlägga ett elektricitetsverk, kallades Decker 1890 att såsom sakkunnig utföra utredningarna och blev Brunkebergsverkets skapare och tekniska chef, från 1909 med titeln överingenjör. Vid denna befattning kvarstod han till 1927, då han avgick med pension. Under hans ledning genomgick verket en storartad utveckling, bland annat genom tillkomsten av Värtaverket (1903) och Untraverket (1918).
Decker var sakkunnig ledamot av Stockholms rådhusrätt för vissa patentmål, ledamot av skiljenämnden för handel, industri och sjöfart, vice ordförande i Svenska elektricitetsverksföreningen 1913, ledamot av elektriska kraftledningskommittén 1898–1901, av Kungliga Tekniska högskolans omorganisationskommitté 1904 och av högre tekniska undervisningskommittén 1906.